# Токмаков Сергій Юрійович
Сергі́й Ю́рійович Токмако́в (1966—2015) — солдат-снайпер Збройних сил України, учасник російсько-української війни. Український маркетолог, активний громадянин, спортивний та туристичний активіст, рибалка, автомобіліст, музикант (дримба). Почесний громадянин Калуської міської територіальної громади.

## Короткий життєпис
Народився 12 січня 1966 року у м. Сніжне Донецькій області. Згодом родина батьків переїхала у Калуш й у 1973 році Сергій Токмаков став першокласником Калуської середньої школи № 1, закінчив 8 клас у 1981 році.
Служив у автомобільних військах на Закарпатті.
Після одруження переїхав до Дніпра, де проживав з сім'єю та виховував доньку Дарину.
Працював у галузі маркетингу, брав участь у соціальних, екологічних, благодійних ініціативах разом із громадськими рухами Дніпра.
До війська був мобілізований у травні 2014 року. Увійшов добровольцем до складу батальйону сил територіальної оборони міста Дніпро. Був переконаним захисником України. На зустрічі з другом спокійно питав: «Якщо не ми, то хто тоді зупинить російське вторгнення?»
Стрілець, 20-й окремий мотопіхотний батальйон — 93-тя окрема механізована бригада.
3 лютого 2015-го пішов у вічність у районі міста Авдіївка, коли терористичні російські війська обстріляли з мінометів опорний пункт взводу.
Похований в місті Дніпро, Запорізький цвинтар.
Без Сергія залишилися батько, дружина Світлана, донька Дарина.

## Нагороди
За особисту мужність і героїзм, виявлені у захисті державного суверенітету та територіальної цілісності України, вірність військовій присязі під час російсько-української війни, відзначений — нагороджений
- 27 червня 2015 року — орденом «За мужність» III ступеня.
- травнем 2016-го в Калуші урочисто відкрито меморіальну дошку Сергію Токмакову на фасаді школи № 1, у котрій він навчався